# Séchault
Séchault é uma comuna francesa na região administrativa de Grande Leste, no departamento das Ardenas. Estende-se por uma área de 10,86 km². Em 2010 a comuna tinha 60 habitantes (densidade: 5,5 hab./km²).